# Jevdokija Balšić
Jevdokija Balšić, död efter 1428, var despotinna av Ioannina 1402-1411 som gift med despot Esau de' Buondelmonti. Hon var regent som förmyndare för sin son Giorgio de' Buondelmonti 1411.